# Ausculum
Ausculum (anche Asculum o Asclum, in osco Auhusclum), o Ausculum Apulum, era una città dell'Apulia (anticamente detta Daunia), corrispondente all'attuale Ascoli Satriano.
L'origine del nome deriva dalla parola aus(s), che significa fonte. Tale toponimo è presente, scritto in lingua greca, su delle monete coniate dalla città tra il IV e il III secolo a.C.
Vi si combatterono due battaglie:
- La battaglia di Ausculum del 279 a.C., che vide la vittoria di Pirro contro la Repubblica romana durante le guerre pirriche.
- La battaglia di Ausculum del 209 a.C., durante la seconda guerra punica, nella quale Annibale sconfisse l'esercito romano comandato da Marco Claudio Marcello.